# Stand (R.E.M.)
Stand è un singolo del gruppo musicale statunitense R.E.M., pubblicato nel 1989 dalla Warner Bros. Records come secondo estratto dall'album Green.

## Tracce

### Prima edizione
7"
1. "Stand" – 3:10
2. "Memphis Train Blues" – 1:38

12" vinly & 3" cd single
1. "Stand" - 3:09
2. "Memphis Train Blues" - 1:37
3. "The Eleventh Untitled Song" - 3:56

### Seconda edizione
1. "Stand" - 3:09
2. "Pop Song 89 - acoustic" 2:56
3. "Skin Tight - live" (Ohio Players cover, written by Jones, Pierce, Bonner, Middlebrooks) - 2:03

## Formazione
- Michael Stipe - voce
- Peter Buck - chitarra elettrica
- Mike Mills - basso
- Bill Berry - batteria

## Cover
- "Weird Al" Yankovic ne ha fatto una parodia nel suo album del 1989 UHF - Original Motion Picture Soundtrack and Other Stuff, con il titolo Spam.